# 大久保英恵
大久保 英恵（おおくぼ はなえ、3月7日 - ）は、日本の元女性声優。神奈川県出身。AIR AGENCYに所属していた。

## 人物
A&Gアカデミー、AIR AGENCYワークショップ出身。
2014年7月引退。
趣味は絵を描く、音楽鑑賞、読書。特技は絵、声楽。

## 出演作品

### テレビアニメ
- ココロコネクト
- しろくまカフェ
- ダンボール戦機W
- 謎の彼女X

2013年
- ガンダムビルドファイターズ（女生徒）
- プピポー!（園田美代理[3]）

### ゲーム
- たんていぶ
- デッドエンド Orchestral Manoeuvres in the Dead End（ブレッドクラム）
- のーふぇいと! 〜only the power of will〜
- 爆音ギター女子図鑑
- 百鬼夜行〜怪談ロマンス〜
- フォトカノ
- フォトカノ Kiss

### ドラマCD
- オトコのコはメイド服がお好き?!
- ギルティクラウン
- コープスパーティー（女の子）
- 戦律のストラタス（女子生徒）
- ぬらりひょんの孫

### ボイスオーバー
- 未来世紀ジパング〜沸騰現場の経済学〜

### ラジオ
- アニスキ!
- 智一・美樹のラジオビッグバン
- 超!A&Gミュージック+TV
- 超!A&Gミュージック+30
- OToGi8に御用心

### +Voice
- かむかむバニラ!（バニラ）
- 武蔵野線の姉妹（女子高生、メイド）

### DVD
- 小林ゆうのDVD（仮）（ラジオパーソナリティ、かもめ）

### CD
- 赤頭巾ちゃん御用心（OToGi8）

### アニメ
- オオカミさんと七人の仲間たち EDテーマ

### その他
- 東京国際アニメフェア2012 文化放送ブース（会場ナビゲーター）